# چراغ‌لو (وایوتس جور)
چراغ‌لو (به لاتین: Chirakhlu) یک روستا سابق در ارمنستان است که در استان وایوتس جور واقع شده است.